# ایزوبوتیرآلدهید
ایزوبوتیرآلدهید (به انگلیسی: Isobutyraldehyde) با فرمول شیمیایی C۴H۸O یک ترکیب شیمیایی با شناسه پاب‌کم ۶۵۶۱ است. که جرم مولی آن ۷۲٫۱۱ g/mol می‌باشد. شکل ظاهری این ترکیب، مایع بی‌رنگ است.